# Bindegewebskapsel
Eine Bindegewebskapsel (lat.-anat. Capsula fibrosa) ist in der Anatomie die Umhüllung eines Organs, deren derbe Hülle aus kollagenem Bindegewebe besteht. Solche Kapseln dienen der mechanischen Stabilität sowie der Abgrenzung der Organe und umhüllen beispielsweise Niere, Nebenniere, Milz, die Lymphknoten, Schilddrüse, Hypophyse, Spinalganglien, Meissner-Körperchen, Gaumenmandel. Bei den Keimdrüsen (Hoden und Eierstock) sowie den Schwellkörpern des Penis heißt die Bindegewebskapsel aufgrund der besonders dichten Faseranordnung und der daraus resultierenden weißen Farbe Tunica albuginea. In der Leber umgibt Bindegewebe die Blutgefäße und Gallengänge, was als Capsula fibrosa perivascularis bezeichnet wird.
Von den Bindegewebskapseln gehen in vielen Organen Ausläufer in Form von unterteilenden Trennwänden (Septen, Einzahl Septum) in das Organinnere und untergliedern so das als Parenchym bezeichnete eigentliche funktionelle Organgewebe.
Auch um Eiteransammlungen (Abszesse), um Fremdkörper und einige Tumoren bilden sich nach einiger Zeit solche Kapseln aus Bindegewebe. Hier dienen sie der Abgrenzung von gesundem Gewebe.